# Perșotravneve, Brovarî
Perșotravneve (în ucraineană Першотравневе) este un sat în comuna Ploske din raionul Brovarî, regiunea Kiev, Ucraina.

## Demografie
Componența lingvistică a localității Perșotravneve
     Ucraineană (73,53%)
     Rusă (23,53%)
     Belarusă (2,94%)
Conform recensământului din 2001, majoritatea populației localității Perșotravneve era vorbitoare de ucraineană (73,53%), existând în minoritate și vorbitori de rusă (23,53%) și belarusă (2,94%).